# Lymantria brotea
Lymantria brotea är en fjärilsart som beskrevs av Stoll 1780. Lymantria brotea ingår i släktet Lymantria och familjen tofsspinnare. Inga underarter finns listade i Catalogue of Life.

## Bildgalleri

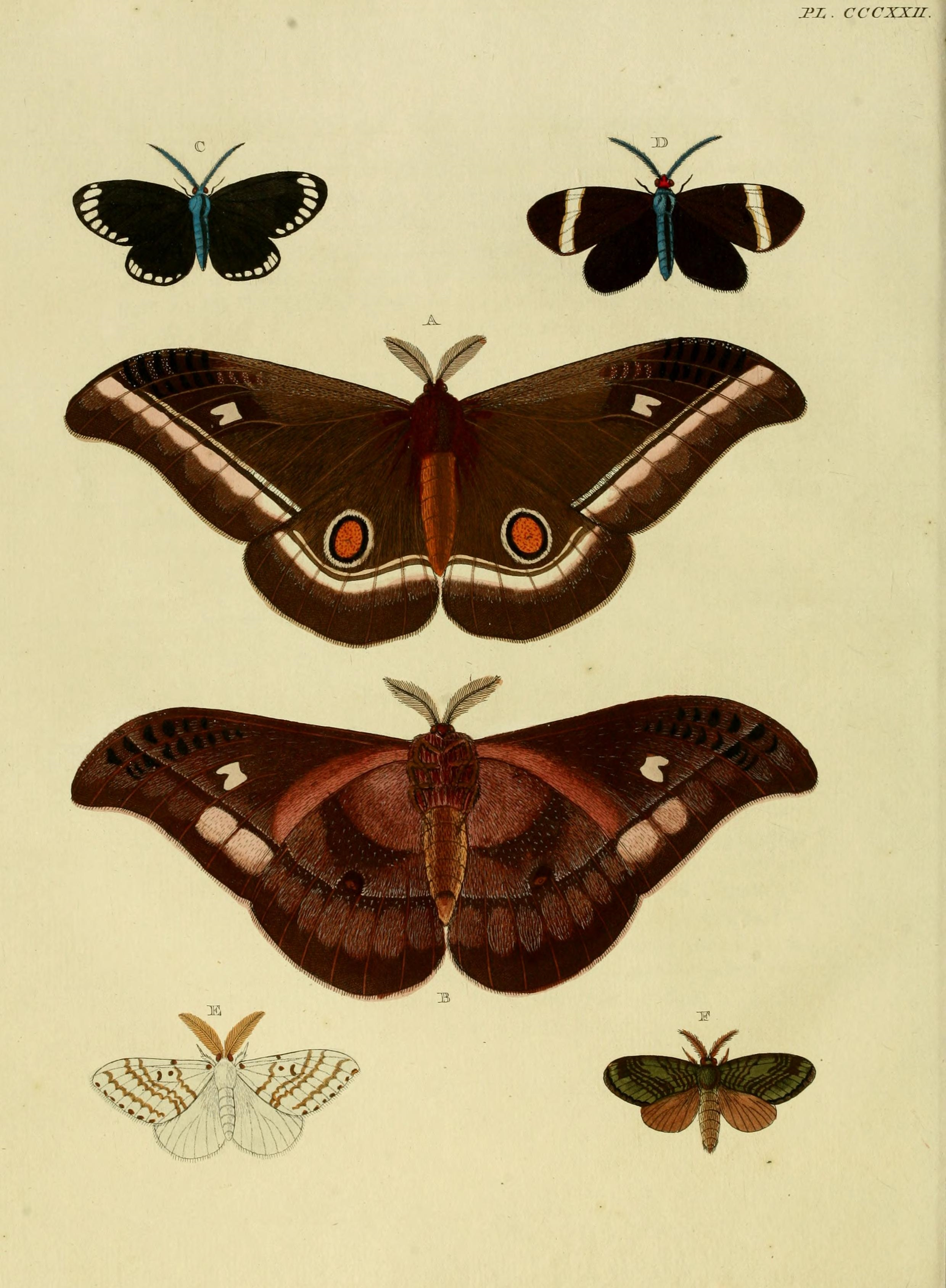